# Яркие огни, большой город
«Яркие огни, большой город» (англ. Bright Lights Big City) — американский художественный фильм 1988 года, драма, снятая режиссёром Джеймсом Бриджесом. Экранизация произведения, автор которого — Джей МакАйнерни.

## Сюжет
Молодого нью-йоркского писателя Джеми Конвея преследуют сплошные неприятности. У него умерла мать, а его жена-манекенщица сообщает ему из Парижа, что хочет развестись с ним.

## В ролях
- Майкл Джей Фокс — Джейми Конвэй
- Кифер Сазерленд — Тэд Аллагаш
- Фиби Кейтс — Аманда Конвэй
- Свуси Кёрц —  Меган
- Джон Хаусман — Мистер Фогель
- Трэйси Поллан — Вики Аллагаш
- Фрэнсис Стернхаген — Клара Тилингаст
- Джессика Ланди — Тереза
- Алек Мапа — Ясу Вэйд
- Уильям Хикки — Феррет Ман
- Сэм Робардс — Рич Ванье